# Unterkatz
Unterkatz település Németországban, azon belül Türingiában. Lakosainak száma 359 fő (2017. december 31.). Unterkatz Oepfershausen és Wahns községekkel határos.

## Népesség
A település népességének változása:

| 2017 | 359 |